# Vitorlázás az 1936. évi nyári olimpiai játékokon
Az 1936. évi nyári olimpiai játékokon a vitorlázásban négy számot bonyolítottak le. A 174 versenyző között négy nő is volt, egy-egy angol és svéd, két amerikai.

## Éremtáblázat
(A rendező ország csapata eltérő háttérszínnel, az egyes számoszlopok legmagasabb értéke, vagy értékei vastagítással kiemelve.)
| Az 1936. évi nyári olimpiai játékok éremtáblázata vitorlázásban | Az 1936. évi nyári olimpiai játékok éremtáblázata vitorlázásban | Az 1936. évi nyári olimpiai játékok éremtáblázata vitorlázásban | Az 1936. évi nyári olimpiai játékok éremtáblázata vitorlázásban | Az 1936. évi nyári olimpiai játékok éremtáblázata vitorlázásban | Olimpia  |
| --------------------------------------------------------------- | --------------------------------------------------------------- | --------------------------------------------------------------- | --------------------------------------------------------------- | --------------------------------------------------------------- | -------- |
|                                                                 | Ország                                                          | Arany                                                           | Ezüst                                                           | Bronz                                                           | Összesen |
| 1.                                                              | Németország (GER)                                               | 1                                                               | 1                                                               | 1                                                               | 3        |
| 2.                                                              | Nagy-Britannia (GBR)                                            | 1                                                               | 0                                                               | 1                                                               | 2        |
| 2.                                                              | Hollandia (NED)                                                 | 1                                                               | 0                                                               | 1                                                               | 2        |
| 4.                                                              | Olaszország (ITA)                                               | 1                                                               | 0                                                               | 0                                                               | 1        |
|                                                                 |                                                                 |                                                                 |                                                                 |                                                                 |          |
| 5.                                                              | Norvégia (NOR)                                                  | 0                                                               | 2                                                               | 0                                                               | 2        |
| 6.                                                              | Svédország (SWE)                                                | 0                                                               | 1                                                               | 1                                                               | 2        |
|                                                                 |                                                                 |                                                                 |                                                                 |                                                                 |          |
| Összesen                                                        | Összesen                                                        | 4                                                               | 4                                                               | 4                                                               | 12       |

## Érmesek
| Az 1936. évi nyári olimpiai játékok érmesei vitorlázásban | | | |
| Versenyszám                                               | Arany | Ezüst | Bronz |
| Finn dingi                                                | Daan Kagchelland · Hollandia (NED) · Nürnberg                                                                                    | Werner Krogmann · Németország (GER) · Rostock                                                                                                 | Peter Scott · Nagy-Britannia (GBR) · Potsdam |
| Csillaghajó                                               | Németország (GER) · Wannsee · Peter Bischoff · Hans-Joachim Weise                                                                | Svédország (SWE) · Sunshine · Arvid Laurin · Uno Wallentin                                                                                    | Hollandia (NED) · Bern II · Bob Maas · Willem de Vries Lentsch                                                                                              |
| 6 méter                                                   | Nagy-Britannia (GBR) · Lalage · Christopher Boardman · Miles Bellville · Russell Harmer · Charles Leaf · Leonard Martin          | Norvégia (NOR) · Lully II · Magnus Konow · Karsten Konow · Fredrik Meyer · Vaadjuv Nyqvist · Alf Tveten                                       | Svédország (SWE) · May Be · Sven Salén · Lennart Ekdahl · Martin Hindorff · Torsten Lord · Dagmar Salén                                                     |
| 8 méter                                                   | Olaszország (ITA) · Italia · Giovanni Reggio · Bruno Bianchi · Luigi De Manincor · Domenico Mordini · Luigi Poggi · Enrico Poggi | Norvégia (NOR) · Silja · Olaf Ditlev-Simonsen · Hans Struksnæs · Lauritz Schmidt · Nordahl Wallem · Jacob Tullin Thams · John Ditlev-Simonsen | Németország (GER) · Germania III · Hans Howaldt · Alfried Krupp von Bohlen und Halbach · Felix Scheder-Bieschin · Eduard Mohr · Otto Wachs · Fritz Bischoff |

## Magyar részvétel
- Heinrich Tibor finn dingi 7.